# 帕佩岩
帕佩岩（英語：Pape Rock）是南極洲的岩石，位於奧次地，處於肖莫岩西北面6公里的大衛冰川南岸，屬於阿爾伯特親王山脈的一部分，美國地質調查局根據測量和美國海軍拍攝的空中照片繪入地圖，現時由南極條約體系管理。